# Orde de Sang
L'Orde de Sang (en alemany: Blutorden) era una de les principals condecoracions del Partit nazi alemany. Va ser instituïda el 15 de març del 1934 per Adolf Hitler, i s'atorgà a tots aquells que havien participat en el Putsch de Múnic del 9 de novembre del 1923 que s'havien afiliat al NSDAP o a una de les seves formacions el gener de 1932 (i amb un servei continuat), i, des de maig de 1938 per:
- passar temps a la presó per activitats nazis abans de 1933
- ser condemnat a mort, pena commutada a cadena perpètua, per activitats nazis abans de 1933
- haver sigut greument ferit en servei al Partit abans de 1933 (bàsicament a les lluites al carrer)
- d'altres, a discreció d'Adolf Hitler.

El seu nom oficial era Condecoració del 9 de novembre de 1923 (del Putsch de Múnic), i era una de les condecoracions més prestigioses del Tercer Reich: un galó instantàniament recognoscible atorgava un estatus especial dins del Reich, garantint privilegis especials al posseïdor allà on anés. Hitler només la lluïa a la celebració anual del Putsch.
El 9 de novembre de 1933, en la celebració de la presentació de les primeres insígnies d'or del Partit i del 10è aniversari del Putsch de Múnic, Hitler anuncià la seva intenció de crear una medalla commemorativa per recompensar la participació en el Putsch de la cerveseria.
Totes les medalles eren numerades. Amb les primeres condecoracions, el número depenia més de la data de concessió de la condecoració que no pas de la veterania o de les accions del receptor. Així, mentre que Himmler, Dietrich, Ulrich Graf i Hess tenien números molt baixos (3, 10, 21 i 29), altres participants notables del Putsch tenien números molt més alts: Julius Schaub el 296, Julius Schreck el 349, Emil Maurice el 495 o Jakob Grimminger el 714. Hitler tenia l'1.
Va ser atorgada 3.800 vegades, 1.500 d'elles pel Putsch. La van rebre 2 dones, la Germana Pia (Eleonore Baur, que va atendre ferits durant el Putsch) de Múnic i Katharina Grünewald (que morí a l'atemptat contra Hitler de 1939), ambdues a títol pòstum. De fet, 436 condecoracions van ser atorgades a títol pòstum; la darrera al SS-Obergruppenführer Reinhard Heydrich.
Després de la reforma del 38 es van obrir les portes a molts veterans dels NSDAP, entre ells a Martin Bormann, que es creu que va instigar per modificar els estatuts perquè ambicionava tenir aquesta condecoració (havia estat a la presó entre 1924-25 per complicitat en l'assassinat de Walter Kadow, que havia traït Schlageter, el màrtir del Rühr)
La seva distribució estava molt controlada per la "Oficina del 9 de novembre", dirigida per Christian Weber (núm.84), que vetllava pel benestar dels membres de la Vella Guàrdia i organitzava les reunions anuals.
També coneguda com a Ehrenzeichen vom 9. November 1923.
Si un receptor de la condecoració abandonava el NSDAP, havia de tornar la medalla.

## Disseny
La medalla, de plata, duia a l'anvers una àliga en vol amb una corona de fulles de roure a les potes. Hi apareix la inscripció 9.NOV – MÜNCHEN 1923-33. Al revers apareix una esvàstica sobre el monument del Feldherrnhalle, la llegenda UND IHR HABT DOCH GESIEGT (I amb tot ho heu conquerit) i a sota el número de medalla.
A diferència d'altres distincions, el galó es lluïa a la butxaca dreta de la guerrera de l'uniforme en forma de roseta. El mateix galó ja portava un trau per poder-la penjar del botó de la butxaca.